# Universiteit van Seattle
De Universiteit van Seattle (Seattle University (SU)) is een Jezuïetenuniversiteit, gelegen in de First Hill buurt van Seattle. De universiteit is opgericht in 1891 als de School of the Immaculate Conception. Vandaag de dag is het de grootste onafhankelijke universiteit in het noordwesten van de Verenigde Staten.

## Geschiedenis
De Universiteit van Seattle werd opgericht door Victor Garrand, SJ en Adrian Sweere, SJ op verzoek van Joseph Caltado, SJ. Aanvankelijk diende de school zowel als middelbare school en college. In 1898 verhuisde de school naar zijn huidige locatie, en ging geheel verder als instelling voor hoger onderwijs onder de naam Seattle College. De middelbare school ging als afzonderlijke instelling verder en staat nu bekend als Seattle Preparatory School. In 1909 reikte het college zijn eerste Bachelor uit aan een student. In 1931 werd het Seattle College het eerste Jezuïeten-college in de Verenigde Staten die vrouwelijke leerlingen accepteerde.
Er waren plannen om het college te verhuizen naar wat nu het hart vormt van Seattles Wedgewood, maar in 1940 werd besloten van deze plannen af te zien. In 1948 werd het Seattle College officieel hernoemd tot de Universiteit van Seattle. In 1993 werd de universiteit uitgebreid met een school voor rechten.

## Campus

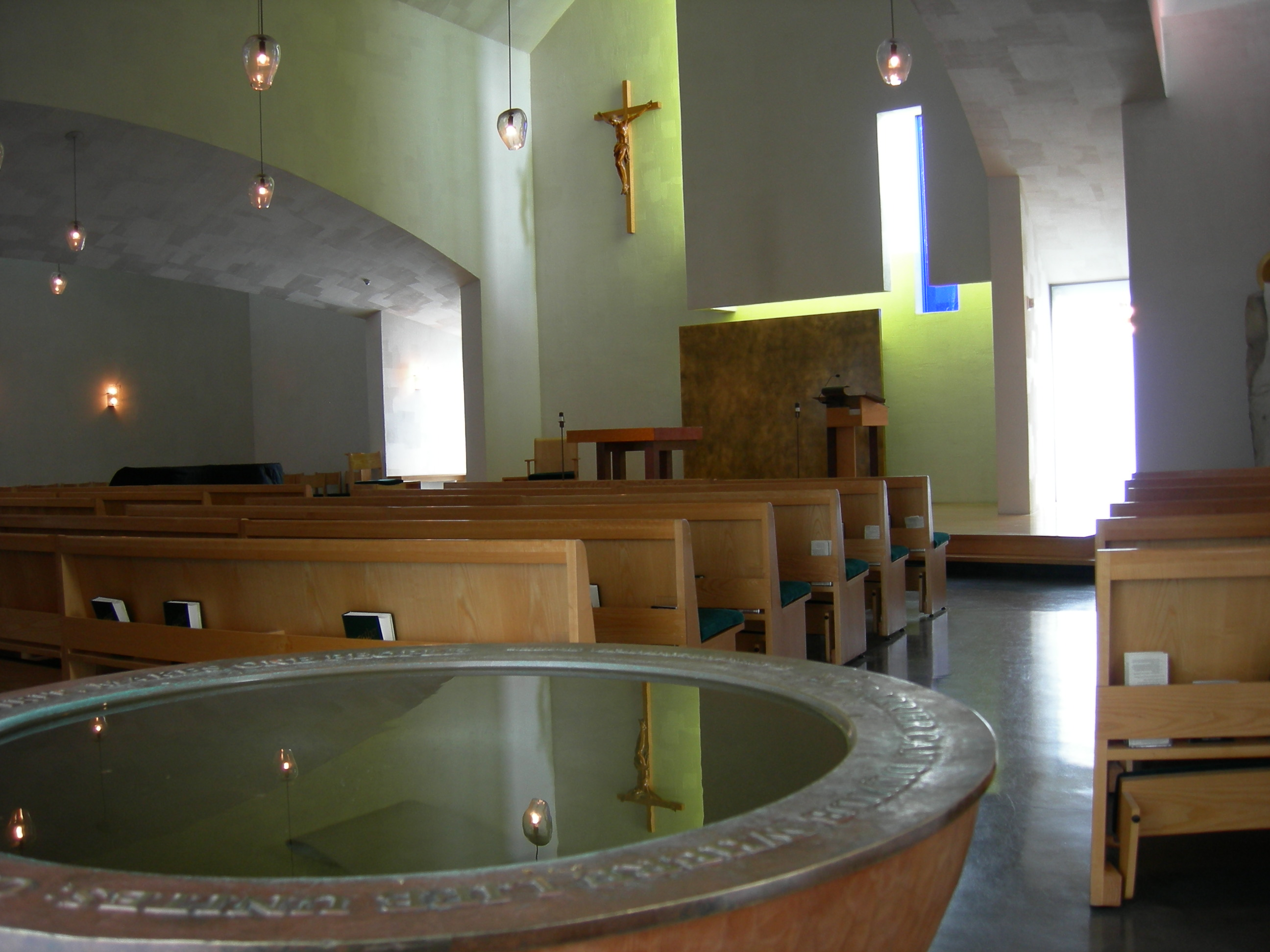
Interne kapel van de St. Ignatius, Universiteit van Seattle, ontworpen door Steven Holl.

De campus van de Universiteit van Seattle is 194.249 m² groot en bevindt zich in de wijk First Hill. Ten noorden van de campus bevindt zich Capitol Hill.
De campus bevat verschillende werken van bekende artiesten, waaronder de fontein ontworpen door George Tsutakawa en een grote glazen sculptuur door Dale Chihuly, Andere artiesten van wie werk op de campus te zien is zijn Chuck Close, Jacob Lawrence, Gwendolyn Knight, William Morris en David Mach. Tevens bevat de campus een aantal gebouwen die bekend zijn vanwege hun architectuur, zoals de Kapel van St. Ignatius, ontworpen door de New Yorkse architect Steven Holl. Dit gebouw won in 1998 een National Honor Award van het American Institute of Architects.

## Onderdelen
De Universiteit van Seattle biedt 44 bacheloropleidingen, en 31 graduateprogramma’s. De universiteit telt acht colleges:
- College van kunst en wetenschappen
- Alberts School voor zaken en economie
- College van educatie
- School voor rechten
- Matteo Ricci College
- College van geneeskunde
- College van wetenschap en techniek
- College van theologie

De Albertsschool voor zaken en economie werd geopend in 1945, en is vernoemd naar de familie Alberts. George en Eva Albers waren sponsors van de universiteit. Hun dochter studeerde aan de SU.
De school voor rechten is een van de drie rechtenscholen in de staat Washington. Deze is opgericht in 1972.
Matteo Ricci College is opgericht in 1973, en vernoemd naar de Italiaanse jezuïetenmissionaris Matteo Ricci. Op dit college wordt lesgegeven in geesteswetenschappen en pedagogiek.